# Društvo finske književnosti
Društvo finske književnosti (finski: Suomalaisen Kirjallisuuden Seura, kratica SKS) utemeljeno je 1831. radi promicanja književnosti pisane finskim jezikom. Među prvim izdanjima ovog društva je Kalevala, finski nacionalni ep.

## Unutarnje poveznice
- finska književnost

## Vanjske poveznice
- Službene stranice